# 낙랑 고분
낙랑 고분(樂浪古墳)은 평양 근교와 황해도에 산재되어 있는 낙랑군의 무덤이다. 평양 근방 토성리(土城里)를 중심으로 동서 약 20리, 남북 약 10리에 걸쳐 1,400여 기(基)에 달하는 고분이 있으며, 일제 때 일본 학자들의 손에 의해 어느 정도 발굴되었으나, 아직도 대부분이 미발굴 상태이다.
그 내부 구조에 따라 목곽분(木槨墳)과 전곽분(塼槨墳)으로 크게 나눌 수 있다. 목곽분은 광실(壙室)을 목재로 축조한 것으로 곽호(槨戶) 이외에 내측별관(內側別槨)이 있는 것도 있고, 전곽분은 벽돌로 내부를 쌓은 것으로 천장과 아치(arch)식의 입구를 가졌고, 모두 벽돌로 쌓아 묘실은 2, 3씩 있고 측실(側室)까지 있는 것도 있다. 하지만 이들 고분의 외형(外形)은 대개 주한(周漢) 시대에 보편적으로 행하던 방대형(方臺形)이다.
부장품(副葬品)으로는 동기·옥기·토기·도기·목기·철기·칠기 등 각종이며, 특히 제9호분(墳)에서 나온 박산로(博山爐)라는 향로와 내행화문거치경(內行花文鉅齒鏡)·다루세문경(多累細文鏡) 등의 거울이 유명하며, 칠기류에는 금동구칠반(金銅?漆盤)·채화칠우(彩畵漆盂)·채화칠협(彩畵漆篋) 등이 훌륭하다. 그 외 순금제(純金製) 대구(帶鉤) 등 화려한 장식품들이 많이 출토되어 낙랑의 화려한 문화 생활을 엿볼 수 있다.

## 같이 보기
- 낙랑
- 한사군
- 낙랑의 문화